# Douglas Dolphin
Pour les articles homonymes, voir Dolphin.
Le Douglas Dolphin est un hydravion amphibie américain construit à cinquante-huit exemplaires entre 1930 et 1935. Considéré comme une bonne machine, il est surtout une victime de la situation économique des années 1930 aux États-Unis, connue sous le nom de Grande Dépression. Développé pour des besoins commerciaux, en particulier comme appareil de luxe, ce sont finalement les forces américaines qui bénéficient en grande partie de cet appareil pour des missions utilitaires et de transport. Il a différents usages comme hydravion : yacht, transport civil, transport de VIP, mission de sauvetage (« Search and Rescue »)... Des versions militaires reçoivent les désignations C-21, RD-5, OA-3.

## Les origines
Jusqu’en 1930, la Douglas Aircraft Company, qui vient juste de s’installer dans une nouvelle usine sur le terrain de Clover Field, à Santa Monica (Californie), est presque exclusivement un producteur d’appareils militaires. Elle conçoit en particulier des appareils torpilleurs à l’US Navy entre 1922 et 1924 ainsi que des biplaces d’observation pour l’United States Army depuis 1925. Elle fournit également des hydravions bimoteurs ainsi que des appareils torpilleurs « convertibles » pour l’US Navy (des roues peuvent prendre la place des flotteurs et vice-versa), même si ces modèles ne sont pas de conception Douglas. En effet, le système d’acquisition de matériels à cette époque fait que l’US Navy développe elle-même un avion dont elle fait ensuite fabriquer par l’industrie les exemplaires de production.

## Conception et développement
Lorsqu’il apparaît en 1930, le Dolphin présente la double particularité d’être le premier avion conçu par la Douglas Aircraft Company à entrer en production et le premier bimoteur de la firme américaine.
Bien que l’avion soit commercialisé sous le nom de Dolphin (Dauphin), le prototype de cet appareil est connu sous le nom Sinbad, un hommage aux aventures mythologiques de Sinbad le Marin. La raison de ce changement de nom n’est pas claire, même s’il convient d’ajouter que le prototype n’est pas vraiment un amphibie mais plutôt un hydravion doté d’un dispositif permettant d’aborder une plage ou une jetée.
Le Dolphin est un successeur logique du Sikorsky S-38 qui est assez largement utilisé par des compagnies ayant pignon sur eau. Cette dernière dispose alors du modèle S-41, une version épurée du S-38 mais qu’elle ne met pas en avant. Fokker propose quant à elle le F-11 qui est un monomoteur et qui n'est pas construit en grande quantité.
Son aile en bois est très représentative de la conception de l’époque. D’un seul tenant, elle présente une structure cantilever fuselée, avec des longerons parallèles, des nervures et un revêtement en contreplaqué. Il s’agit de la première aile effilée de Douglas mais ce sera également la dernière aile à structure en bois construite par la firme. Le profil de cette aile est référencé sous le nom « Clark Y. ».
La coque est relativement fine avec des flancs verticaux qui introduisent une nouvelle tendance en matière de coque d’hydravion. Les deux moteurs en étoile sont placés dans des nacelles séparées au-dessus de l’aile.
L’aménagement intérieur de la coque est traditionnel, avec deux pilotes qui prennent place côte à côte dans un cockpit placé en hauteur en avant de l’aile. 6 à 8 passagers prennent place dans une cabine située derrière l’équipage, avec un accès par une unique issue située au sommet et à gauche de la coque, immédiatement derrière l’aile. Un espace est aménagé en cabinet de toilette tandis qu’un compartiment à bagage est placé derrière la cabine et un autre dans l’étrave.
L’empennage est constitué d’aluminium avec un revêtement en tôle ondulée d’aluminium. Les volets ne sont pas utilisés dans les premiers modèles.

## Les débuts
L’hydravion Sinbad effectue son vol inaugural en juillet 1930 dans la baie de Santa Monica. Bien vite, il apparaît qu’une configuration amphibie est plus adaptée et que moyennant des modifications relativement légères, il est possible d’ajouter des amortisseurs et de renforcer les jambes de train et les points d’attache afin absorber les contraintes d’un atterrissage sur la terre. À l’issue des premiers essais en vol, des modifications supplémentaires sont apportées. Les nacelles moteur sont rehaussées sur des tubes en acier et reliées entre elles par une petite aile. Les flotteurs de stabilisation, qui étaient placés très à l’intérieur de l’aile, voient leur taille réduite et sont repoussés vers l’extérieur de l’aile. La surface de la dérive est accrue par l’ajout de deux petits plans verticaux de chaque côté du stabilisateur horizontal.
Le 9 mai 1931, le prototype Sinbad reçoit son certificat de type ATC A-422 (Approved Type Certificate).

## Production
Le Dolphin n'est pas commercialisé sous un numéro d’usine comme le seront par la suite les DC-2 et DC-3. L’appareil est initialement connu sous le nom Doplhin avant de se voir attribuer par la suite des suffixes tels que Dolphin 3, Dolphin 6...

### Le Dolphin version civile
Douglas est très déçu de l’accueil froid pour son appareil. Il n’y a jamais eu de vraie production de masse mais plutôt des fabrications individuelles en fonction des commandes.
Sur les 5 ans que dure la production, seuls 13 exemplaires du Dolphin portent une immatriculation civile américaine sur les 59 qui trouvent acquéreur auprès d’un opérateur civil. Sur ces 13 appareils, deux sont par la suite incorporées au sein des forces militaires.
Le premier client du Dolphin est Wilmington-Catalina Airlines qui utilise l’appareil en tant que transport de passagers entre Los Angeles et Santa Catalina Island.
De ce fait, le Dolphin devient le premier avion de transport de passagers de Douglas.
La liste suivante présente les appareils ayant reçu une immatriculation civile américaine (Construction number Immatriculation).
- c/n[1] 703 X-145W puis NC-145W
  - Prototype expérimental connu sous le nom de « Sinbad-cum-Dolphin », son immatriculation devient NC-145W après sa certification. Modèle commercialisé simplement sous le nom Dolphin pour 8 passagers avec deux moteurs Wright Whirlwind J-6-9 (R-975). Vendu à l’US Coast Guard en février 1931.
- c/n 999 NC967Y : deuxième Dolphin certifié selon l’ATC A-422, proposé par Douglas sous le nom « Dolphin 1 » mais connu comme « Wriglet No. 1 » après avoir été vendu à la famille Wriglet. Wilmington-Catalina Airline le transforma pour l’emport de 12 passagers avec des moteurs Pratt & Whitney Wasp Junior et moins de capacité en carburant. L’appareil survivra à la guerre.
- c/n 1000 NC-12243 : moteurs Wright, certifié selon l’ATC A-422. Ne trouvant pas d’acheteur civil, l’appareil est remotorisé avec des Wright R-975E de 435 ch, vendu à l’US Navy comme XRD-1 le 1er août 1931.
- c/n 1001 NC-9827 : doté de moteurs Pratt & Whitney Wasp Junior (R-985) de 300 ch, appelé « Dolphin 3 », reçoit la certification ATC A-432 le 29 juin 1931. Sert comme appareil de transport exécutif avant de rejoindre l’Australie et d’être réquisitionné par la Royal Australian Air Force (RAAF) en octobre 1942 avec le serial A35-3. Endommagé en 1944, il est réparé grâce aux éléments de deux autres Dolphin de la RAAF.
- c/n 1002 NC-12212 : modèle propulsé par des moteurs Wright, vendu à la famille Wrigley en juin 1932, connu sous le nom « Wrigley No. 2 » et modifié comme le c/n 999 pour des petits parcours. Deviendra le A35-2 avec la RAAF.
- c/n 1278 NC-14203 F-ANJT : similaire au RD-4 de l’U.S. Coast Guard, identifié comme « Dolphin 6 » (6e Dolphin civil) mais aussi « Dolphin 11 » et « Dolphin 113 ». Propulsé par deux moteurs Pratt & Whitney R-1340 S1D1 Wasp de 550 ch. Vendu à l’industriel français Armand Esters, baptisé « Jade Blanc V », immatriculé F-ANJT le 19 octobre 1934.
- c/n 1279 NC-14204 : porta plusieurs désignations, « Dolphin 8 », « Dolphin 114 », « 8-114 », ou « Wrigley No. 5 » à l’usine Douglas. Motorisé par des moteurs Wasp de 550 ch, il est certifié pour 13 places pour Wrigley. Devient A35-4 avec la RAAF, s’écrase le 29 juillet 1943.
- c/n 1280 NC-14205 : connu comme « Dolphin 6 » ou « Dolphin 8-117 » avec des moteurs Wasp de 450 ch, il fut vendu à William E. Boeing comme appareil personnel jusqu’au 14 février 1940. Revendu au gouvernement américain, il sert en Alaska durant la Seconde Guerre mondiale sous l’immatriculation NC-26. Vendu comme surplus en octobre 1947, il passe par 4 propriétaires avec l’immatriculation NC-26K. Remotorisé avec des Pratt & Whitney R-985 AN-3 Wasp Junior. Après un accident en 1955, il est reconstruit avant d’aboutir chez un collectionneur qui lui fait retrouver son immatriculation originelle NC-14205. L’appareil vole toujours, peint en bleu et argent. Image prise au meeting Sun 'N Fun de 1995.
- c/n 1281 T-103 : modèle militaire à moteur Wasp livré à la marine argentine en octobre 1934, doté de mitrailleuses orientables à l’avant et à l’arrière.
- c/n 1282 NC-14286 : connu sous le nom « Dolphin 136 » à moteur Wasp, modèle de transport exécutif pour la Standard Oil Company baptisé « Essowing ».
- c/n 1283 NC-14207
- c/n 1284 NC-14208 : deux appareils référencés comme « Dolphin 119 » vendus à A.G. et W.K. Vanderbilt en septembre 1934, à moteurs Wasp. Le c/n 1284, sans train d’atterrissage, était emporté à l’arrière du yacht de William Vanderbilt.
- c/n 1348 NC-14239
- c/n 1349 NC-14240 : deux appareils référencés comme « Dolphin 129 » à moteurs Wasp vendus à la compagnie Pan American Airways en septembre 1934 au profit de la China National Aviation Corporation (CNAC). Utilisés sur des routes côtières en Chine avec leurs immatriculations civiles américaines jusqu’à l’invasion nippone de la Chine. L’un serait parvenu en Australie sous le serial A335-1 avec la RAAF.

### Le Dolphin version militaire
Les militaires sont également intéressés par l’appareil non pour son luxe mais sa polyvalence.
Pas moins de 45 des 47 Dolphin utilisées par les forces armées américaines sont commandés sur des contrats gouvernementaux avant leur construction. Les deux autres sont des exemplaires civils laissés pour compte (voir ci-dessus).
Les cellules de la version militaire sont les mêmes que les modèles civils, les différences essentielles portant sur les équipements, les systèmes de communication et les matériels de survie. Certains appareils de transport de VIP de la Navy et de l’Army sont aussi luxueux, à l'intérieur, que des modèles civils.

#### US Coast Guard
Les modèles en service avec les garde-côtes américains ont la plus longue vie opérationnelle de tous les Dolphin. Initialement non armés, ils sont disséminés sur diverses bases côtières des États-Unis. Leurs missions sont d’évacuer des personnes de lieux isolés vers des hôpitaux, de rechercher les contrebandiers, les personnes disparues ou des pêcheurs en infraction, ainsi que d’amerrir en plein mer pour récupérer des équipages de vaisseaux en perdition ou évacuer des malades de grands navires.
Après l’attaque japonaise contre Pearl Harbor, les garde-côtes sont incorporés au sein de l’US Navy. Les Dolphin survivants sont équipés de racks pouvant accueillir des charges de profondeur et affectés à des missions de surveillance des côtes. Le dernier exemplaire est démoli en 1943.
- RD : le premier Dolphin des USCG est l’ancien prototype civil. Il reçoit les serials successifs T-7[2], CG-27 (janvier 1935) et V-106 (octobre 1936), et reçoit le nom « Procyon »[3].
- RD-1 : grosso modo un exemplaire civil avec des moteurs Wright J-6-9 de 300 ch, des empennages en tôle ondulée et des petites dérives extérieures.
  - c/n[1] 1003, serials CG-28, 128 et V-109, baptisé « Sirius »
- RD-2 : doté de moteurs Wasp Junior de 300 ch, similaire au modèle Y1C-26 de l’Army. 
  - c/n 1122, baptisé « Adhara », il porta les serials CG-29, 129 et V-111.
- RD-4 la seule véritable version de production
  - c/n 1268 serial 130, V-125 « Spica »
  - c/n 1269 serial 131, V-126 « Mizar »
  - c/n 1270 serial 132, V-127 « Alioth»
  - c/n 1271 serial 133, V-128 « Vega »
  - c/n 1272 serial 134, V-129 « Deneb »
  - c/n 1273 serial 135, V-130 « Aldebaran»
  - c/n 1274 serial 136, V-131 « Rigel »
  - c/n 1275 serial 137, V-132 « Capella »
  - c/n 1276 serial 138, V-133 « Bellarix »
  - c/n 1277 serial 139, V-134 « Canopus »

#### US Navy
Mis à part quelques exemplaires destinés au transport de VIP et basés à Anacostia, dans le Maryland, la plupart des Dolphin sont cantonnés à des rôles utilitaires dans diverses Naval Air Station, et ceci en dépit de leur désignation R qui signifiait « premier appareil de transport fourni par Douglas ».
Les exemplaires de la Navy sont commandés comme appareils de transport. Le premier d’entre eux, comme celui des Coast Guard, est un ancien modèle civil. Il est suivi par quelques commandes purement militaires.
- XRD-1[4] : luxueusement équipé pour le transport
  - ex c/n 1000[1] NC12243, le 3e Dolphin construit, il reçoit le serial de la Navy 8876.
- XRD-2[4] : premier des 3 RD-2, à moteur Pratt & Whitney Wasp de 410 ch. Livré en juin 1933, il était équipé pour le transport de 5 VIP. On suppose qu’il aurait pu être utilisé par le Président Roosevelt, même si rien n’indique qu’il soit monté à bord une seule fois. C’est la première fois qu’un avion fut affecté et aménagé uniquement au transport d’un président américain, et par conséquent le Dolphin peut être considéré comme le précurseur des « Air Force One ». Dans la mesure où il s’agissait du premier appareil à moteur Wasp, Douglas le fit certifier sous l’ATC A-506 le 8 mai 1933.
  - c/n 1138 Navy 9347.
- RD-2 : les deux autres RD-2 étaient moins luxueux que le précédent mais tout de même prévus pour le transport de VIP. Similaire au modèle Y1C-26A. Utilisation de volets d’aile faisant l’objet de la certification ATC A-505 pour les appareils civils[5].
  - c/n 1140 Navy 9343
  - c/n 1139 Navy 9348
- RD-3 : 6 appareils à vocation utilitaire dont les livraisons débutent en octobre 1934.
  - c/n 1262 à c/n 1267, serial Navy 9528 à 9533

#### US Army
L’US Army Air Corps commande le Dolphin (OA-3 et -4) pour des missions de transport, mis en œuvre à 24 exemplaires. Ils sont presque aussi polyvalents que leurs frères de la Navy.
Ils sont les seuls qui effectuent des missions tactiques. Un groupe mixte de 6 appareils opère au sein du 21st Reconnaissance Squadron à Langley Field, en Virginie, au milieu des années 1930. Cependant, la majorité des appareils sont dispersés sur diverses bases de l’Army pour des missions de liaison. Le dernier appareil de ce type est observé le 3 novembre 1942.
Les Dolphin de l’US Army adoptent trois désignations séparées pour un même exemplaire comme le montre le listing ci-dessous.
La production pour l’Army
s/n désigne le serial number, une identification attribuée par les forces armées (on parle de serial number dans l'USAAF puis l'USAF et de BuAer number pour la Navy). La première partie du serial number (par exemple 32-) indique l’année fiscale d’acquisition du matériel.
- Y1C-21 : les premières livraison à l’U.S. Army débutent par 8 exemplaires à moteur Wright dont les livraisons s’étalent de décembre 1931 à février 1932. Ils disposent des empennages à la surface en tôle ondulée et les petites dérives auxiliaires des premiers modèles. Tous ces modèles deviendront des C-21[6] puis des OA-3[7] tandis que quelques-uns recevront la désignation temporaire FP-1[8]. Le dernier volera jusqu’en mars 1940.
  - 8 exemplaires - c/n[1] 1075 à c/n 1082, s/n[9] 32-279 à 32-286
- Y1C-26 : les deux Y1C-26 ont été livrés en juin 1932. Les plans de dérive sont agrandis et recouverts de métal sur les surfaces fixes et entoilé pour les surfaces mobiles. Les petites dérives auxiliaires sont supprimées. La surface des ailes est augmentée ainsi que la capacité en carburant. Les moteurs sont des Pratt & Whitney R-985-1 Wasp Junior. Très vite, leur désignation devient C-26 puis plus tard OA-4 et FP-1
  - 2 exemplaires - c/n 1083 et c/n 1084, s/n 32-396 et s/n 32-387 (erreur ?)
- Y1C-26A : 8 exemplaires reprenant la motorisation et la plupart des éléments du Y1C-26, tous livrés en juin 1942. Leur désignation évoluera par la suite en OA-4A, quelques-uns adoptant la désignation FB-2A. 4 exemplaires deviendront des OA-4C moyennant un changement d’aile et de motorisation.
  - 8 exemplaires - c/n 1123 à 1126 et c/n 1132 à 1135, s/n 32-403 à 32-410
- C-26B : moteurs R-985-9 mais pas de volets, livrés d’octobre à novembre 1933. Tous deviendront des OA-4B, seul le s/n 33-295 devenant un OA-4C, le plus vieux Dolphin volant dans les armées américaines.
  - 4 exemplaires - c/n 1185 à 1188, s/n 33-294 à 33-297
- C-29 : similaire au Y1C-26A à l’exception de plus gros moteurs Pratt & Whitney R-1340-29. Livrés en septembre 1933, ils devinrent des FP-2B lorsqu’ils servirent pour le département du Trésor des États-Unis mais n’adoptèrent jamais la désignation OA.
  - 2 exemplaires - c/n 1183 et 1184, s/n 33-292 et 33-293
- OA-3 : désigne les 8 appareils C-21 reclassifiés de transport (C-) en amphibie d’observation (OA-)
- OA-4 : désigne les 2 C-26 reclassifiés de transport (C-) en amphibie d’observation (OA-)
- OA-4A : désigne les 8 C-26A reclassifiés de transport (C-) en amphibie d’observation (OA-)
- OA-4B : désigne les 4 C-26B reclassifiés de transport (C-) en amphibie d’observation (OA-)
- OA-4C : désignation qui s’applique à des appareils équipés d’une structure d’aile en acier inoxydable partiellement entoilée.
  - 8 exemplaires qui n’étaient pas tous identiques : deux étaient d’anciens C-26, 4 des ex-C-26, un autre un ex-C-26B et enfin le C-21/OA-3 s/n 32-396 toujours équipé de ses moteurs Wright et de ses 3 dérives mais appelé OA-4C uniquement à cause de son aile en acier inoxydable.

## Appareils préservés
Un seul et unique Douglas Dolphin a été préservé de nos jours. Il s'agit d'un exemplaire civil. Cet exemplaire reçu le surnom de Rover. Et fut commandé pour être l’avion privé de William Edward Boeing qui n’est autre que le fondateur de la Boeing Airplane Company société rivale de Douglas. Ce Dolphin fut livré en janvier 1934 quelques mois avant que William Boeing ne vende toutes ses parts de la société Boeing. Autre ironie du sort, William Boeing contacta de nouveau la firme Douglas pour échanger son Dolphin contre un DC-5. Le Rover est maintenant la propriété de Colgate Dardem III qui l’a parfaitement restauré.
- c/n 1280 NC-14205[11]

### Appareils similaires
Grumman G-21 Goose